# Гроббен, Карл
Карл Антон Маттиас Гроббен (нем. Karl Anthon Matthias Grobben; 27 августа 1854, Брно, Земли Чешской короны — 13 апреля 1945, Зальцбург) — австрийский зоолог, специалист моллюсков и ракообразных. Предложил разделение многоклеточных животных на первичноротых и вторичноротых.

## Биография
Родился 27 августа 1854 года в Брно. Окончил Венский университет. В 1877 году защитил докторскую диссертацию, в 1879 прошёл хабилитацию. В 1893 году назначен штатным профессором Венского университета. В 1895 года стал действительным членом Австрийской академии наук. В 1896 году возглавил Первый зоологический институт Венского университета. В 1904 году избран членом Леопольдины. С 1922 года он стал членом-корреспондентом Прусской академии наук. Умер 13 апреля 1945 года в Зальцбурге.

## Научная деятельность
Занимался исследованиями эмбриологии, морфологии и систематики моллюсков и ракообразных. На основе особенностей эмбрионального развития предложил разделить животных на первичноротых и вторичноортых. После смерти Карла Клауса был редактором новых изданий (1905 и 1932 года) его учебника зоологии «Lehrbuch der Zoologie», который был переведен в дальнейшем на несколько языков.
В честь Гроббена названы следующие таксоны:
- Trypanophis grobbeni Poche, 1904
- Gerbillus grobbeni Klaptocz, 1909
- Actinia grobbeni Watzl, 1922
- Sphaerophthalmus grobbeni Spandl, 1923
- Limnadia grobbeni Daday, 1926
- Raillietina grobbeni Bohm, 1925
- Paladilhiopsis grobbeni Kuščer, 1928

## Публикации
- Grobben K. Beiträge zur kenntniss der männlichen geschlechtsorgane der dekapoden nebst vergleichenden bemerkungen: über die der übrigen thoracostraken (нем.). — Alfred Hölder, 1878. — 128 S.
- Grobben K. LXXII.—A contribution to the knowledge of the genealogy and classification of the crustacea (англ.) // Journal of Natural History. — 1893. — doi:10.1080/00222939308677558.